# Santuario del Señor de Luren
El Santuario del Señor de Luren es un templo católico ubicado en la ciudad de Ica, región de Ica, Perú, que alberga la figura del Señor de Luren.
En el 2007 fue severamente dañado tras sufrir un terremoto que destruyó parcialmente la iglesia. En el 2019 culminó su reconstrucción. Fue nombrado como patrimonio cultural y es considerado uno de los templos más emblemáticos de la religiosidad iqueña.
La estructura es de estilo neo románico con planta de cruz latina y tiene tres portales con arcos de ladrillo. Se encuentra ubicado en el centro del ambiente urbano monumental Luren entre la cuadra 10 de Ayacucho y la 7 de Piura en la ciudad de Ica.

## Historia

### Construcción y Frecuentes Reconstrucciones
La historia de la imagen del Señor de Luren iba en lomo de burro y se extravió en un lugar cercano al Valle de Ica llamado *Rodamonte*. Unos pobladores vieron la carga y dieron parte a las autoridades, quienes decidieron abrir la caja ya que el borrico se negaba a seguir andando. Grande fue la sorpresa de todos e inmensa la devoción al darse cuenta del contenido: la imagen del actual Señor de Luren, que desde entonces permaneció en ese lugar donde luego se construyó una Iglesia en su honor.
Inicialmente destinado a ser una ermita, fue construido el 13 de mayo de 1556 en la ciudad de Ica, con el fin de cuidar la figura del Señor de Luren, el templo que albergó al Cristo por primera vez era sencillo, de adobe y madera.
Cuatro siglos, en 1918, un 23 de junio, un severo incendio,lo destruyó, dañando seriamente a la imagen del Cristo Moreno y provocando la destrucción parcial o total del templo.
El 24 de junio de 1918 se organiza el comité pro-templo de Luren llamado "Los 16 Amigos", quienes se encargaron de la reparación del Cristo y la construcción del nuevo templo.

### Terremoto del 2007

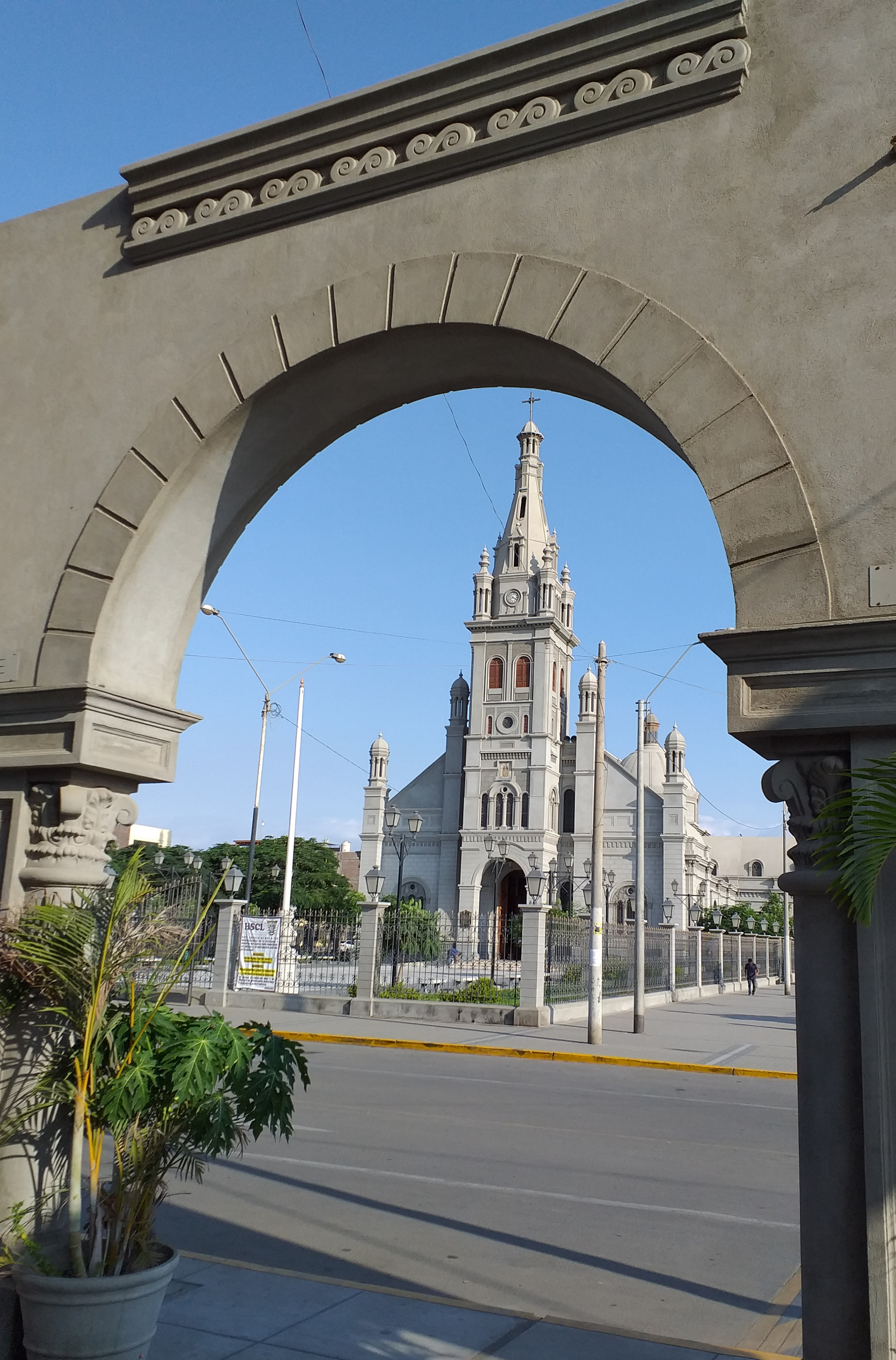
vista del templo católico 2023

El 15 de agosto de 2007, un devastador sismo de 7.9 grados en la escala de Richter, destruyó el Santuario del Señor de Luren quedando parcialmente dañado, sobre todo el campanario, pero no se registraron perdidas humanas en su interior. Hasta el año 2019 la imagen se encontraba en un ambiente del convento de los Padres Carmelitas Descalzos, ubicado entre las calles Piura y Cutervo en la ciudad de Ica.
El estudio del CISMID señala que tras el terremoto estas partes fueron severamente dañadas.
1. Zona del púlpito, arcos secundarios y zonas de la sacristía sufrieron daños severos,
2. Campanario sufrió daños severos

### Debate sobre Reconstrucción o Demolición

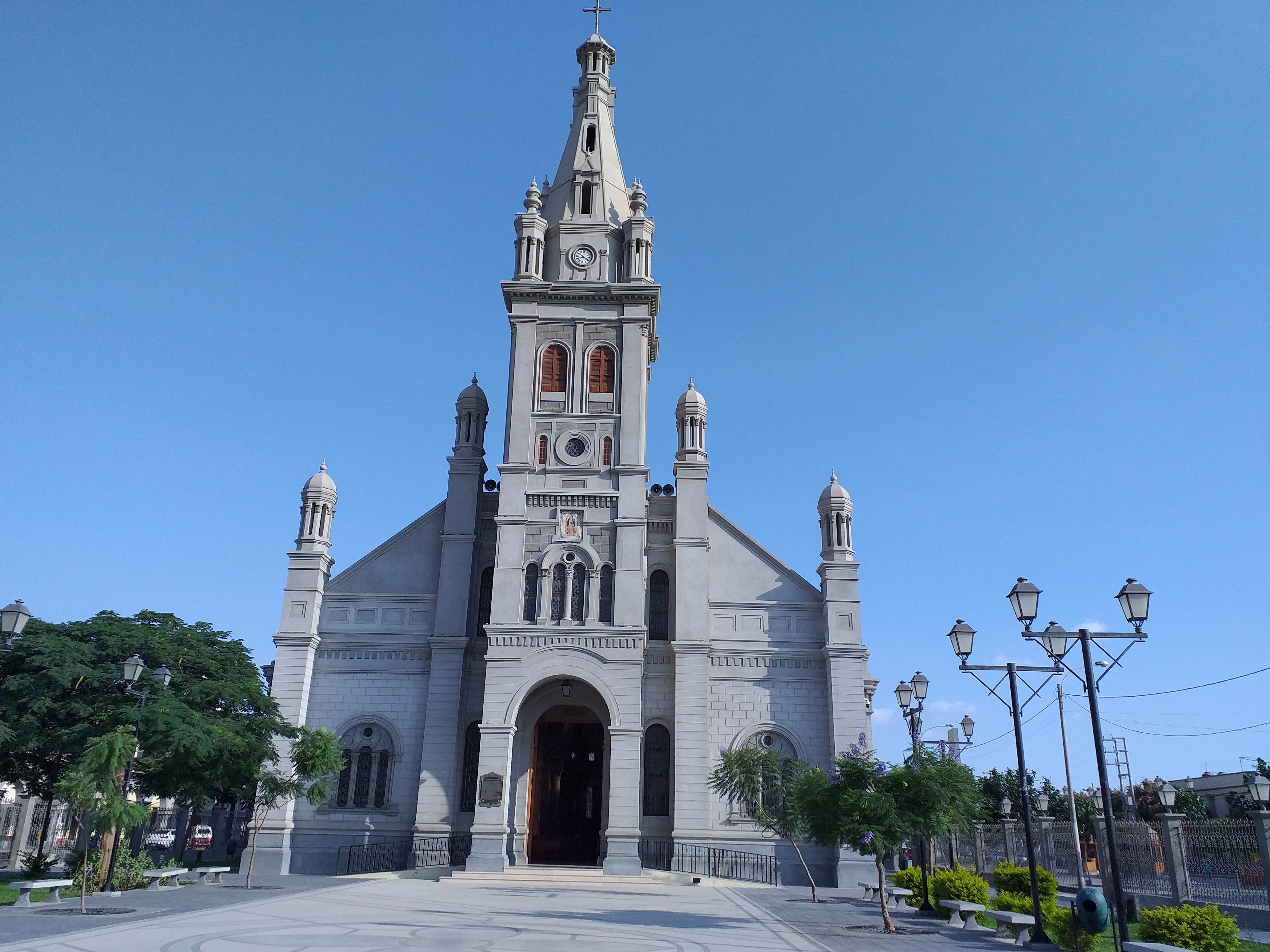
Templo al alba 2023

El templo en 2008 estaba en proceso de demolición debido a los daños. No obstante, hubo cierta controversia en la ciudad, pues otros especialistas opinaban que no debería demolerse el templo, sino sólo reconstruirse, no obstante, la opinión oficial es que se espera la autorización del INC para iniciar los trabajos de demolición y edificación del nuevo templo de Luren.
En el 2011 el Monseñor Héctor Vera presentó un expediente a la Municipalidad de Ica para obtener la licencia de construcción donde comienza la destrucción del templo del Señor de Luren.
El Director Nacional del Programa Construyendo Perú , David Palacios, rechazó las afirmaciones del señor Humberto Palacios, restaurador de monumentos, quien señaló que algunas instituciones contribuyeron en la demolición parcial del santuario del Señor de Luren , en Ica .
El titular de Construyendo Perú señaló que “el proyecto consistió en limpieza de terreno , demolición de veredas , desmontaje y retiro de piso de adoquines, desmontaje y retiro de piso de lajas de piedra, desmontaje de piso y zócalo de mármol, acarreo de adoquines y lajas, demolición de bancas de concreto y eliminación de material con volquete incluyendo carguío”. De esta manera, se descartó la manipulación o demolición de alguna columna del citado santuario,

### Etapa de Reconstrucción (2016 - 2019)

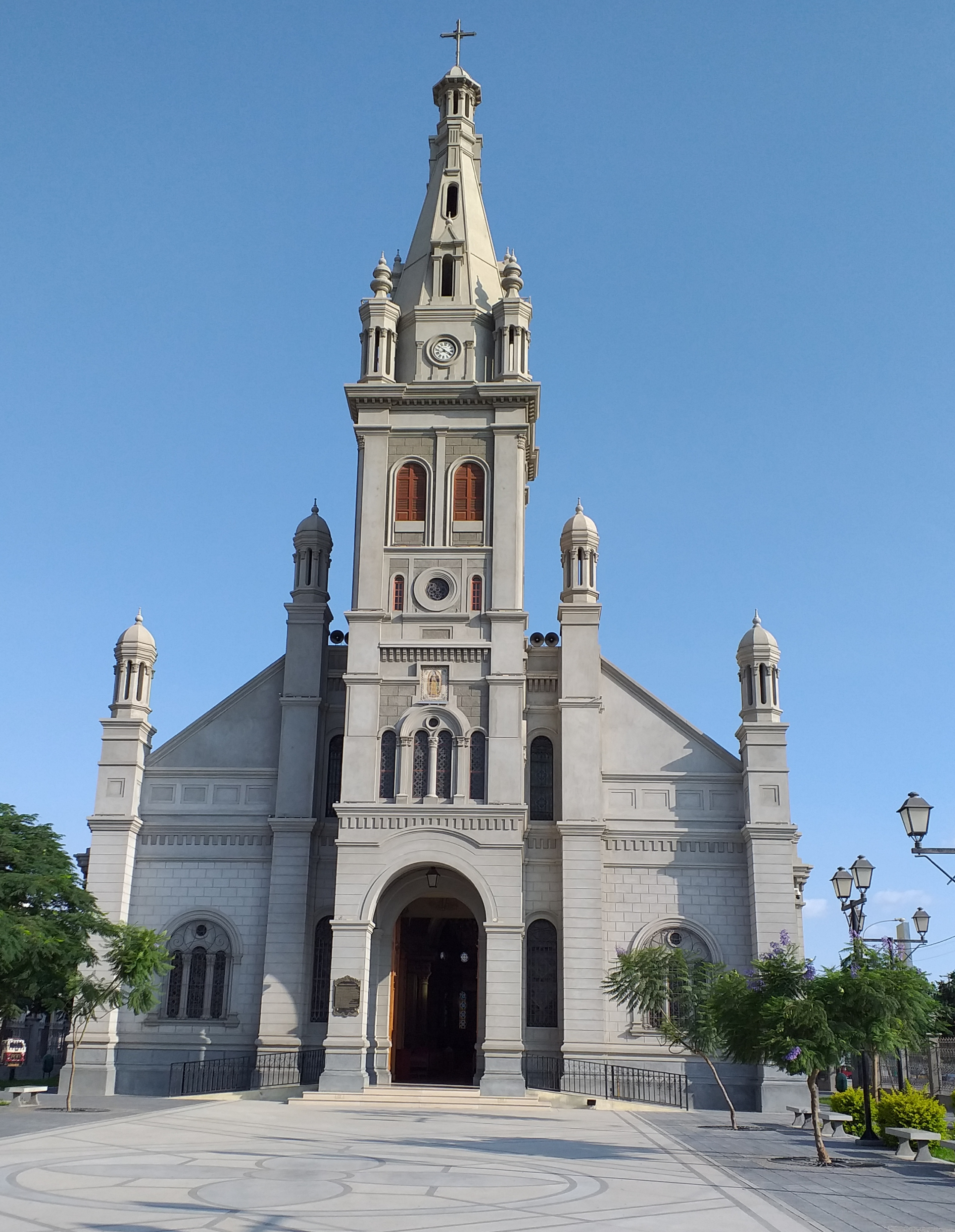
Templo en 2023 después de la reforma, vista frontal

Tras nueve años de indecisiones y la voluntad de la actual gestión municipal de edificar un nuevo templo del Señor de Luren, pero con la oposición del Ministerio de Cultura en la pasada gestión gubernamental.
En el 2016 se confirmó que el templo sería levantado nuevamente tras un convenio que firmarán el gobierno regional , el municipio provincial , el obispado local y el Ministerio de Cultura y así ese mismo año se da inicio a la reconstrucción del templo
En el 2017 comienzan las obras de la reconstrucción y se estima que estaría finalmente reconstruido por el 2019 o a finales del 2018.
En el 2019, se finalizó la reconstrucción del templo, dejándolo exactamente igual que como antes de que se destruyera, en la parte arquitectónica, siendo ampliado con dos naves laterales a la principal para dar mayor capacidad a los feligreses. Las obras culminaron el día 31 de marzo de 2019, siendo inaugurado el 14 de junio de 2019, con el traslado de la sagrada imagen del Señor de Luren acompañado por el pueblo iqueño que se congregó en las inmediaciones del templo restaurado con gran júbilo para celebrar la ceremonia presidida por autoridades civiles y eclesiásticas.

## Galería

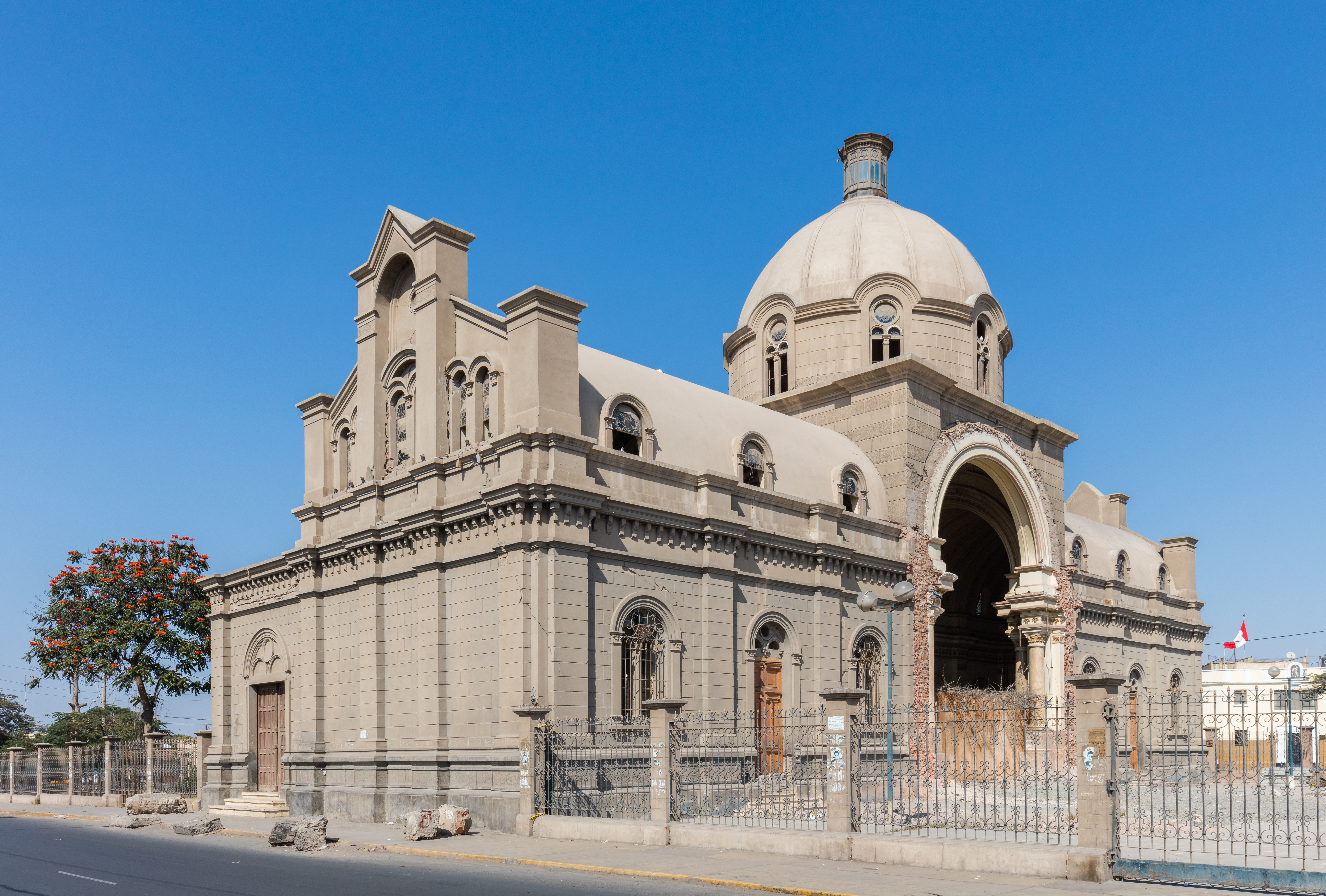
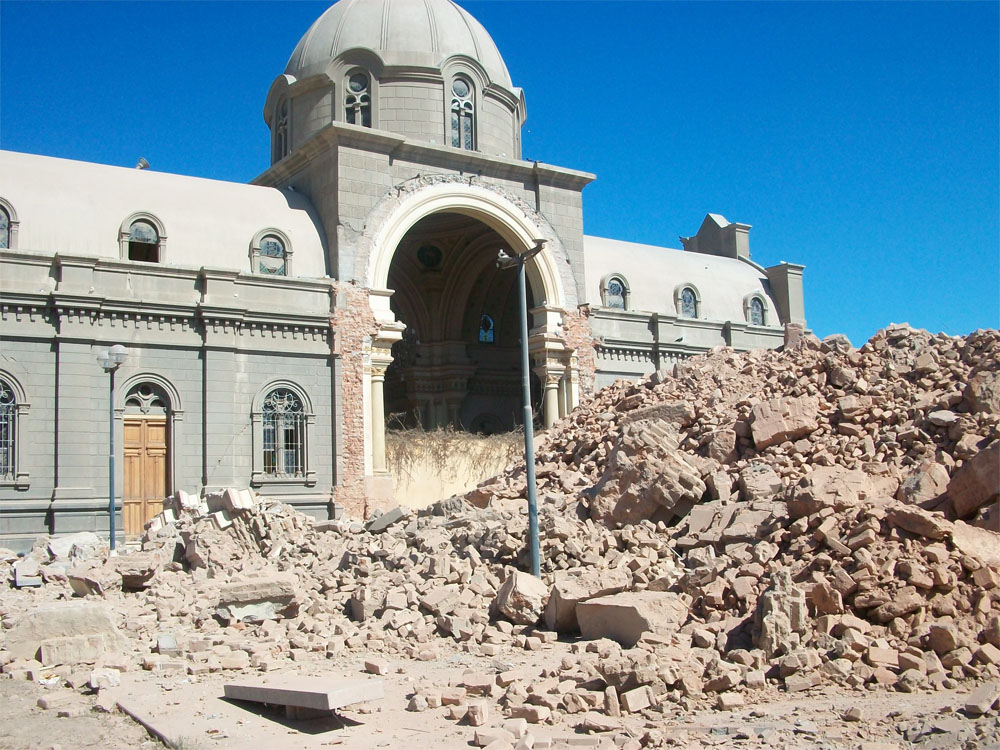
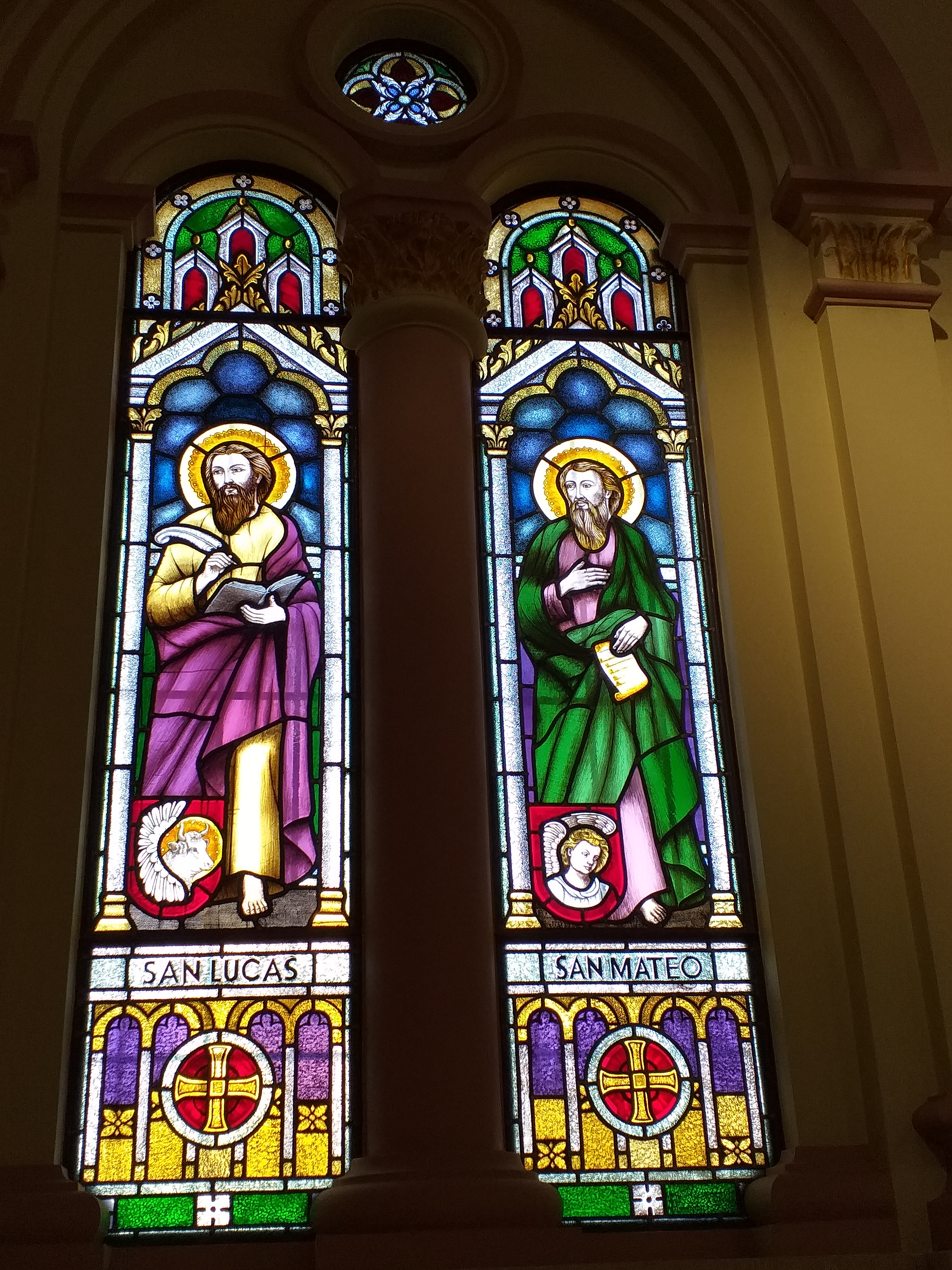
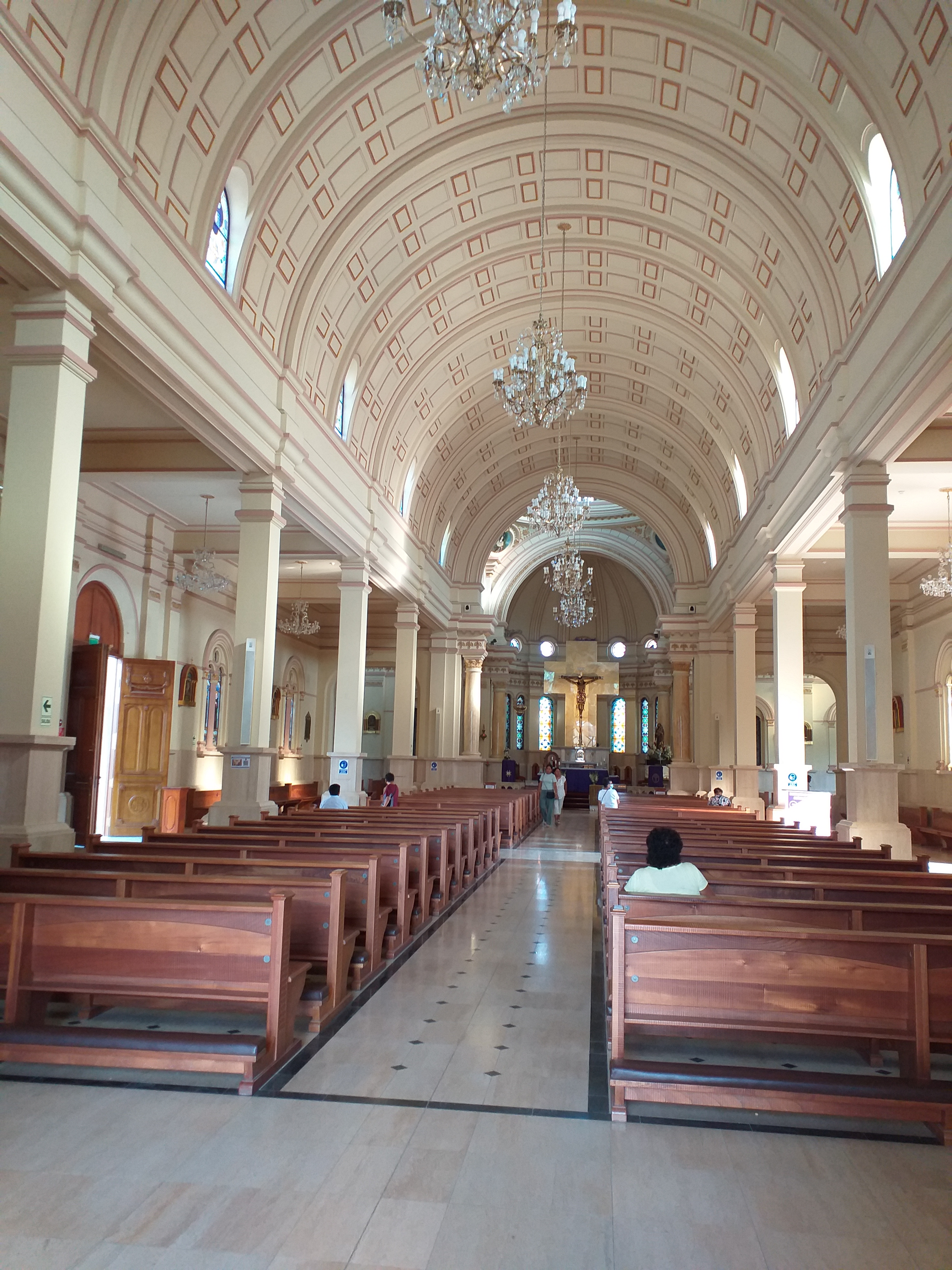
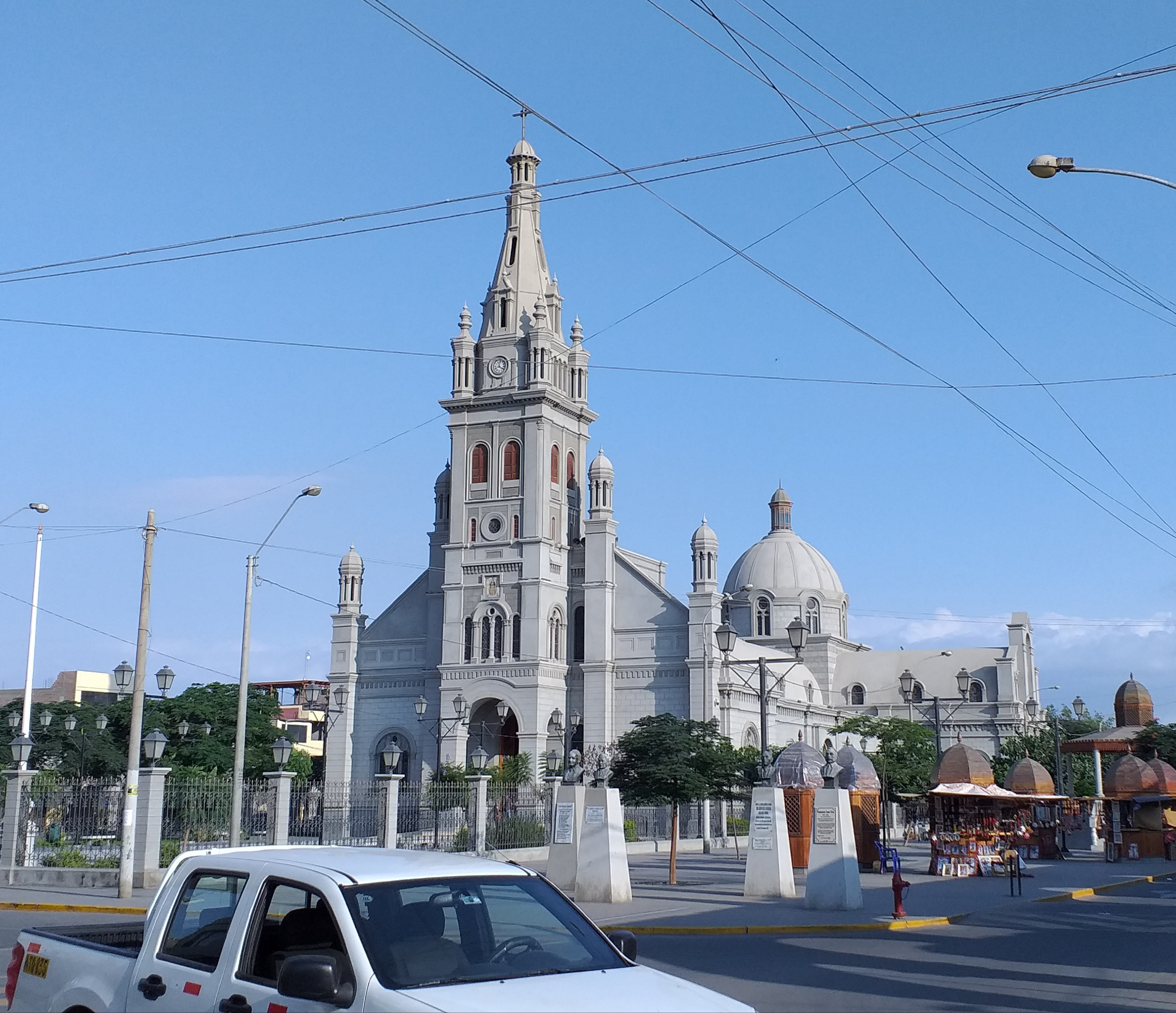
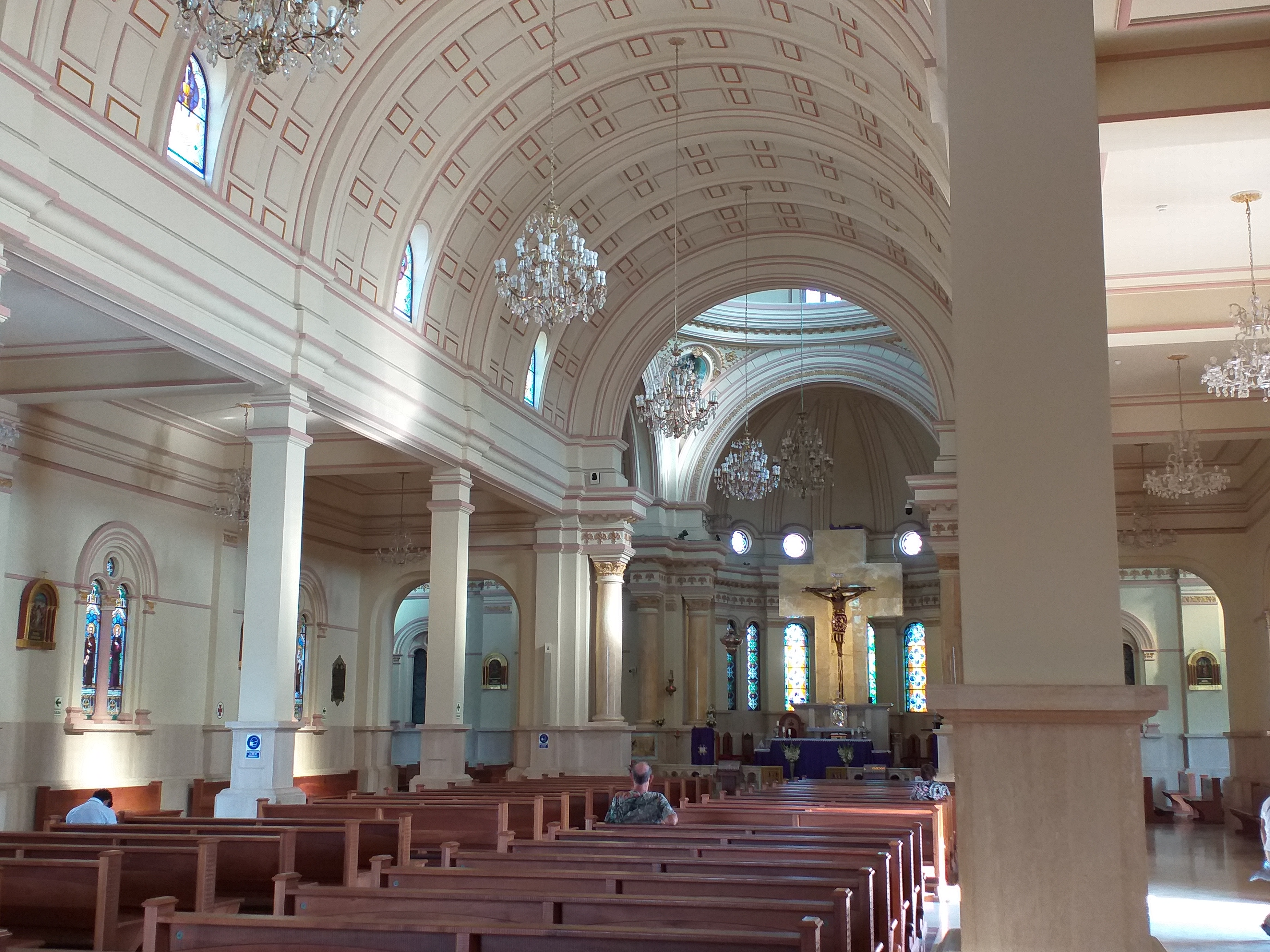
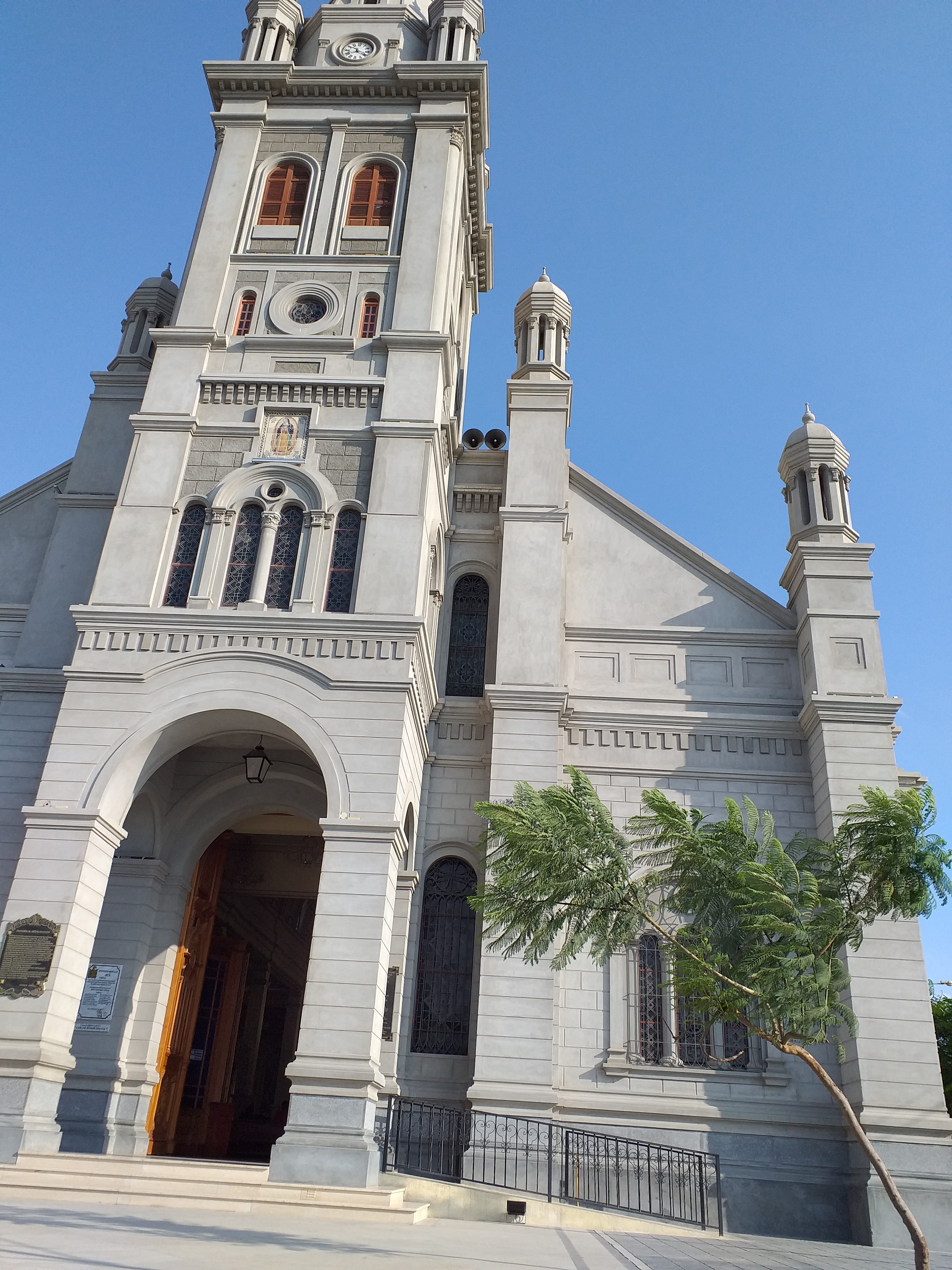
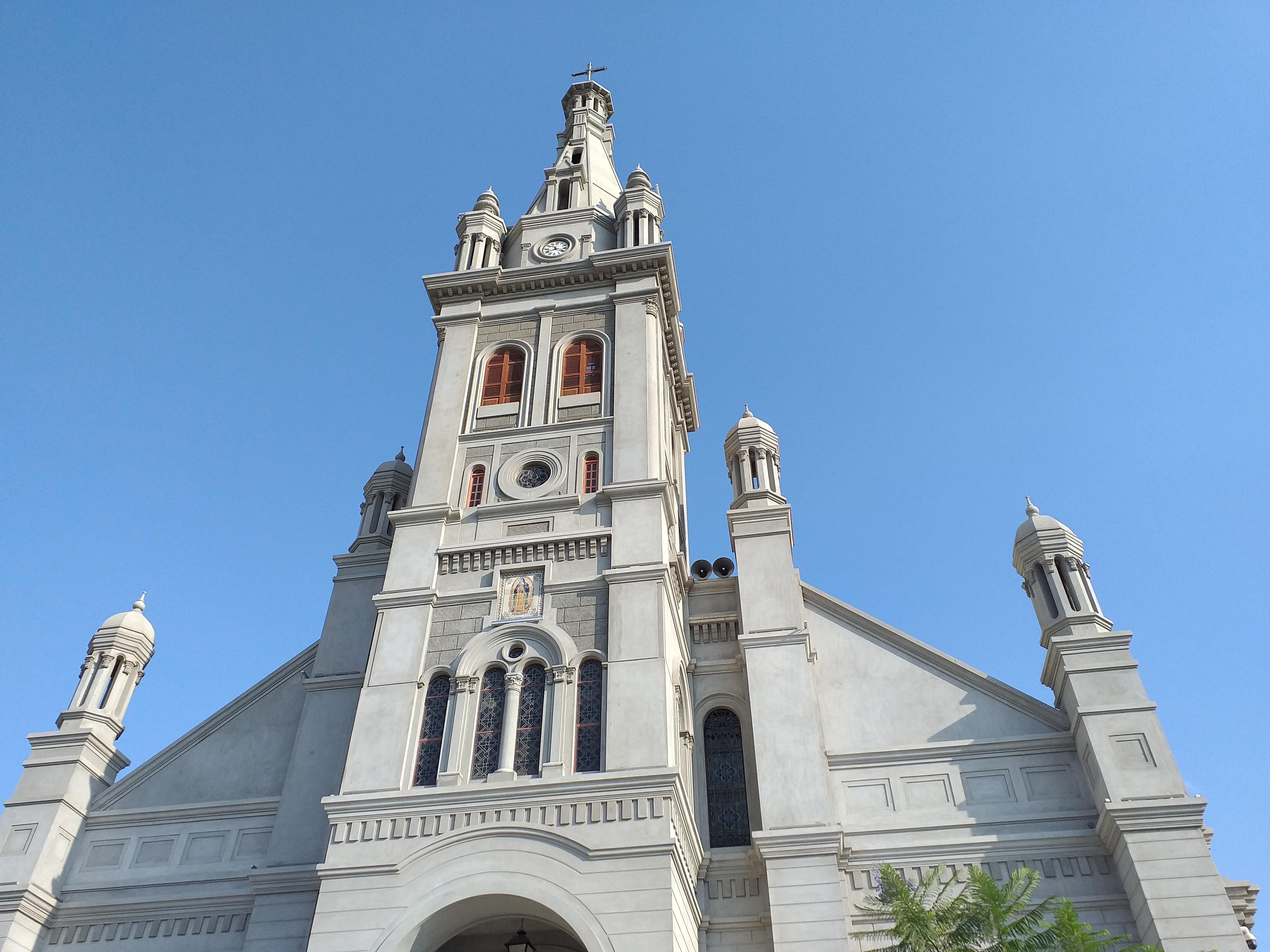